# Kabupaten de Gianyar

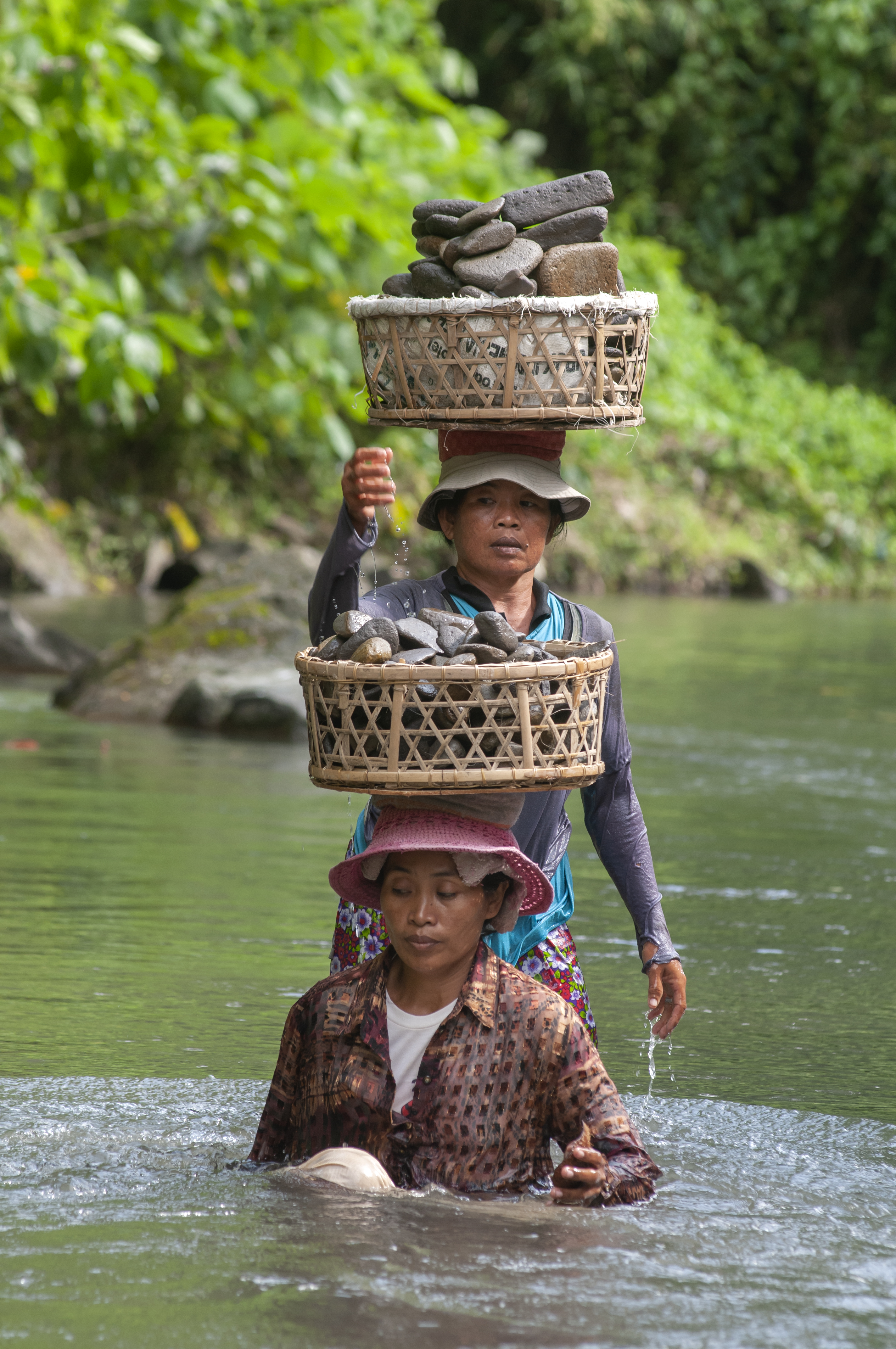
Collecte de pierres dans le lit d'une rivière du kabupaten de Gianyar. Juillet 2014.

Le kabupaten de Gianyar, en indonésien Kabupaten Gianyar, est un kabupaten d'Indonésie dans la province de Bali. Sa superficie est de 368 km2 pour une population de 416 728 habitants en 2003. C'est le deuxième département le plus densément peuplé à Bali (après Badung). Son siège administratif est situé à Gianyar.
La ville d'Ubud, un centre culturel et touristique, est située dans ce département.

## Cantons
- Blahbatuh
- Gianyar
- Payangan
- Tegallalang
- Tampaksiring
- Sukawati
- Ubud